# Chris Olivero
Chris Olivero (Christopher Anthony Olivero) (Stockton, Kalifornia, 1984. október 15. –) amerikai televíziós színész.

## Élete
A Kalifornia állambeli Stocktonben nőtt fel, ahol sport iránti rajongásával próbálta ellensúlyozni a színház iránti szenvedélyét. A fiatal színész elsőként az Alien Arsenal című filmben tűnt fel 1999-ben. Azóta leginkább televíziós sorozatokban szerepelt, a Kyle, a rejtélyes idegen című szériában Declant, a sorozat egyik meghatározó szereplőjét alakította. Vendégszereplőként feltűnt a Fox népszerű sorozatában a 24-ben, de szerepelt a Miami helyszínelőkben is, ahol egy olyan tinédzsert keltett életre, aki megölte egy osztálytársát. Látható volt még a Szellemekkel suttogó, az NCIS és a Boston Public című sorozatok egy-egy epizódjában is.
Felesége Alexandra Picatto színésznő, akivel 2006. augusztus 12-én kötöttek házasságot.

## Filmográfia
| Év        | Eredeti cím : Alcím             | Magyar cím : Alcím                          | Szerep           |
| --------- | ------------------------------- | ------------------------------------------- | ---------------- |
| 2006–2009 | Kyle XY                         | Kyle, a rejtélyes idegen                    | Declan McDonough |
| 2006      | Ghost Whisperer : The Vanishing | Szellemekkel suttogó : Eltűntek             | Brian Fordyce    |
| 2005      | 24 : 10:00 p.m.-11:00 p.m.      | 24 – A negyedik nap : 10:00 p.m.-11:00 p.m. | Kevin Keeler     |
| 2005      | Now You See It                  |                                             | Hunter           |
| 2004      | CSI – Miami : Legal             | CSI: Miami helyszínelők : Legális           | Kevin Lewiston   |
| 2004      | Line of Fire                    |                                             | Fiatal fiú       |
| 2003      | Boston Public                   |                                             | John Cardell     |
| 2003      | NCIS : Seadog                   | NCIS : A lámpás                             | Dave Simmons     |
| 2002      | Philly                          |                                             | Joel Peters      |
| 2002      | Double Teamed                   |                                             | Galen Alderman   |
| 2000      | By Dawn's Early Light           | A hajnal első fénye                         | Mike Lewis       |
| 1999      | Once and Again                  |                                             | Evan Fisher      |
| 1999      | Movie Stars                     |                                             | Jordan           |
| 1999      | Alien Arsenal                   |                                             | Bill             |